# Ferrierelus bernardi
Ferrierelus bernardi är en stekelart som beskrevs av Théobald 1937. Ferrierelus bernardi ingår i släktet Ferrierelus och familjen puppglanssteklar.
Artens utbredningsområde är Frankrike. Inga underarter finns listade i Catalogue of Life.